# Só pra Contrariar - Acústico
Só pra Contrariar - Acústico é um álbum acústico e ao vivo do grupo de pagode Só pra Contrariar. Algumas faixas contaram com participações de alguns cantores como Leonardo, Fabio Jr., Gilberto Gil e Fernando Pires. Segundo álbum ao vivo e primeiro DVD do grupo.
O álbum foi lançado em 2002 em CD e DVD, e vendeu 200.000 cópias.Foi o último álbum de Alexandre Pires como vocalista do grupo, que no mesmo ano partiu para a carreira solo - interrompida entre 2013 e 2015, com breve retorno ao SPC - deixando os vocais para seu irmão, Fernando Pires. O DVD ganhou disco de prata em Portugal em 2007.

## Faixas do CD
1. Out Door / É Bom Demais
2. Solidão (part. esp. Leonardo)
3. Quando É Amor / Dói Demais / Nosso Sonho Não É Ilusão
4. Minha Vida
5. Final Feliz (part. esp. Caetano Veloso)
6. Tão Só / Tá Por Fora / Que Se Chama Amor
7. Um Amor Puro (part. esp. Fernando Pires)
8. Mineirinho / Forró no Escuro (part. esp. Gilberto Gil)
9. Depois do Prazer
10. Você de Volta / Primeiro Amor / Domingo
11. Essa Tal Liberdade (part. esp. Fabio Jr.)
12. Você Vai Voltar pra Mim
13. O Amor, Você e Eu
14. Sai da Minha Aba (Bicão) / Quem Dera

## Faixas do DVD
1. Quando É Amor / Dói Demais / Nosso Sonho Não É Ilusão
2. Você Vai Voltar pra Mim
3. Out Door / É Bom Demais
4. Essa Tal Liberdade (part. esp. Fabio Jr.)
5. Tão Só / Tá Por Fora / Que Se Chama Amor
6. Minha Vida
7. Mineirinho / Forró no Escuro (part. esp. Gilberto Gil)
8. O Amor, Você e Eu
9. Você de Volta / Primeiro Amor / Domingo
10. Um Amor Puro (part. esp. Fernando Pires)
11. Depois do Prazer
12. Final Feliz (part. esp. Caetano Veloso)
13. Solidão (part. esp. Leonardo)
14. Sai da Minha Aba (Bicão) / Quem Dera

## Créditos
1. Direção Artística: Jorge Davidson
2. Coordenação de Projeto : Sergio Bittencourt, Paula Mello, Hugo Pereira Nunes
3. Produção Artística: Jota Moraes e Pedro Ferreira

### EQUIPE SPC
1. Coordenação de Produção: Romeu Giosa
2. Produção Executiva: Ricardo Mateus
3. Técnico Monitor: Vladimir Ganzerla
4. Técnico PA: Ivan Cunha (Batata)
5. Roadies: Carlos Barbosa e Marcelo (Mou) Rosa
6. Light Designer: Ivan Moura
7. Técnico de Luz: Elder Rojas
8. Produção de Figurinos: Mônica Sumerjan e Daniela Monasteiro
9. Figurino: Ricardo Almeida
10. Cenografia: Casa Amarela (Luciana Bueno)
11. Cenotécnica: Feeling Eventos (Djalma Couto)
12. Camareira: Flaviane Furtuoso
13. Seguranças: José Carlos Ribeiro e Flávio Santos
14. Assessoria de Imprensa: Dagmar Alba
15. Músico Convidado: Oswaldinho do Acordeon
16. Unidade Móvel: ARP - Roberto Marques
17. Equipamento de Som: TRANSASOM

### Mixado e Masterizado no Mosh Studios (SP)
1. Técnico de Mixagem: Luís Paulo Serafim
2. Técnicos: Guilherme Canaes, Silas Godoy, Alex Angeloni e Rico Romano
3. Auxiliares: Yuri Kalil, Marcel Jardim, Gustavo Galisi e Paulo Penov
4. Regravação: Alex Angeloni, Guilherme Canaes e Silas de Godoy
5. Edição Digital de Áudio: Enrico Romano
6. Auxiliares de Mixagem: Paulo Penov e Yury Kalil
7. DVD Authoring: Ronaldo Martines
8. Montagem/Edição de Áudio para DVD: Flavio Favero e Ronaldo Martines
9. Telas e Animações: Frame A Frame
10. Coordenação de DVD Authoring: Flavio Favero
11. Supervisão de DVD: Pedro Fontanari
12. Supervisão Geral: Oswaldo Malagutti Jr.